# Christian Magnus Sinding-Larsen
Christian Magnus Falsen Sinding-Larsen, född den 17 april 1866 i Kristiania (nuvarande Oslo), död där den 12 februari 1930, var en norsk läkare, son till Alfred Sinding-Larsen, bror till Birger Fredrik Sinding-Larsen, Holger Sinding-Larsen och Kristofer Sinding-Larsen. 
Sinding-Larsen blev 1899 överläkare vid och chef för kustsanatoriet ("kysthospitalet") för skrofulösa barn i Fredriksværn samt 1911 direktör för Rikshospitalet. Han var specialist i tuberkulösa och andedräktsorganens sjukdomar och offentliggjorde härom en rad arbeten, varibland Beitrag zum Studium der Hilftgelenktuberkulose ("Nordiskt medicinskt arkiv", 1905-06), en avhandling, på vilken han 1907 blev medicine doktor.